# Lappanella
Lappanella is een geslacht van straalvinnige vissen uit de familie van de lipvissen (Labridae). Het geslacht is voor het eerst wetenschappelijk beschreven in 1891 door Jordan.

## Soorten
- Lappanella fasciata (Cocco, 1833)
- Lappanella guineensis Bauchot, 1969